# サラブレ
『サラブレ』とは株式会社KADOKAWAのエンターブレインブランドが発行していた月刊の競馬雑誌。

## 概要
1995年、アスキーから『月刊ファミコン通信 攻略スペシャル』の増刊として創刊準備号が刊行される。同年10月11日、正式に創刊。当初は勝負服を着た女性タレントを表紙に起用、中央競馬の開催に合わせて年13回刊行された。1997年3月28日、同年5月号として月刊化。毎月28日発売だったが、2002年11月号からは毎月13日発売となった。
2021年4月発行の5月号巻末の編集後記の欄にて「競馬専門誌『サラブレ』は2021年6月号（5月13日発売予定）をもちまして、その後の刊行を休止させていただくこととなりました」、「『サラブレモバイル』は引き続き配信いたします」と掲載し、月刊の紙媒体としての刊行を休止しスマートフォンサイトやTwitterでの情報発信（配信）をメインにシフトすることとなったと公表した。
紙面の独自性は、カレンダー・ポスターや小冊子などの付録と、『ダービースタリオン』をはじめとする競馬ゲーム関連記事の多さが特徴だった。
また最盛期には、血統事典などの増刊号、ムック、下記の連載記事を単行本化した書籍、G1レースを中心にしたその年の中央競馬の主要レースの映像を収録したDVDを付録にしたDVDマガジンなどを発行していた。また、これらの別冊には『サラブレBOOK』のレーベル名が付いており、『ダービースタリオン』シリーズのゲーム作品新作発売日と同日発売のゲームガイドブック『今日から始めるダービースタリオン』シリーズも『サラブレBOOK』のレーベルから発行されていた。

## 誌面の歴史・変遷
1995年夏、『月刊ファミコン通信 攻略スペシャル』の別冊として創刊準備号が発行後、1995年9月には正式な創刊号（1995年10月11日号）が発行され、正式に創刊を迎えた。
創刊からしばらくの間、中央競馬の開催に合わせて年13回の発行スケジュールを組み、同業他誌との差別化を図るため、表紙に女性タレントが勝負服を着た写真を使用。誌面では、競馬ゲームの紹介に多くのページが割かれ、特に『ダービースタリオン』シリーズの攻略や、ゲーム機能であるブリーダーズカップの読者投稿レース結果などが掲載された。しかし、実際の競馬サークルからは「ゲーム雑誌」と見なされることもあり、編集部員は、より実際の競馬に関する記事に力を入れた誌面作りの必要性を感じていたという。
1997年5月発売号から、年12回発行（毎月28日発売）の月刊誌になった。この頃から、ポスターやシールなどの付録が充実するようになる。1998年には、武豊との関わりが深まり、1998年9月号の「武豊騎手インタビュー」や、1998年10月号の「日本調教馬2週連続仏G1制覇」などの記事が掲載された。創刊10年の節目を迎えるまでの期間、武豊に長期密着取材を行い、その取材に基づいた長期連載「ユタカな日々」が連載され、それ以外にも様々な期間/企画で武豊が誌面に登場した。
2002年11月号から、発売日が毎月13日に変更された。2005年10月に創刊10年の節目を迎えた後、2006年3月からは携帯電話向けの情報配信サービス「サラブレモバイル」が開始された。雑誌の付録としては、毎年の1月号にはカレンダー、その他には新旧レース映像などを収録したDVDや、競馬場に持ち込みやすい文具類などが付録になることもあった。
創刊の翌年、1996年シーズンからペーパーオーナーゲーム（POG）が始まった。他にも、「ジーワン予想コンテスト」や「月刊リーディング予想」といった予想型の読者参加コーナーが設けられ、ネタ投稿コーナー「ますざぶ」も長きにわたり掲載が続いた。
競馬関係者の連載では、「四位洋文のSecret Room」や、安藤勝己の中央競馬への移籍までを追った「風になれ」、半年に1度マイケル・キネーンが日本のG1レースを振り返る企画などが掲載された。
その他の読み物としては、競馬を題材にした漫画連載があり、特に荒井耕による『うままんが日記』は、1998年10月号から連載がスタートし、荒井が急逝する2019年春まで20年近く続く長期連載となった。
最終号の誌面の歴史企画を担当した編集長の太田揚士は『サラブレ』という雑誌を以下のように自己分析している。
創刊からしばらくの間、『ダビスタ』から入ったゲームファンで、実際の競馬の知識はライトな層が主要な読者層を形成したため、血統に関する記事の多さが特徴だったと編集部は捉えていた。創刊年の1995年は、サンデーサイレンスの初年度産駒がクラシック戦線を走るタイミングと重なり、さらにサンデーサイレンス産駒の代表馬の一頭であるディープインパクトが競馬ファン以外の一般層も巻き込むブームを起こした時期に雑誌を発行できたことは、雑誌の歴史として非常に大きな出来事だったと振り返っている。
血統に関する連載としては、『金満血統王国』が24年の歴史を重ねた長期連載となり、それによって、競馬初心者から上級者まで、どんな層にも受け入れられるよう熟慮されていたという
。その副産物として『金満血統王国』の派生コーナーとして、編集の都合上で開催毎の掲載にはならない場合もあるが、1か月分の中央競馬のレース結果をデータベース化した「中央競馬マンスリーファイル」の連載が生まれた。馬券予想コーナーとしては、亀谷敬正による『重賞アプローチS』（連載時期によってタイトルは変遷）も長きにわたり連載が続いた。
そして、最終号の歴史振り返りの総括として、『サラブレ』という雑誌を以下のように変容して約26年の歴史を紡いだと記している。
創刊からしばらくは、馬券攻略（馬券予想）の記事を前面に出さず、「珍名オブザイヤー」のようなライト層向けの企画と、「金満血統王国」のような競馬上級者も納得できるコーナーをバランス良く掲載することで、全体の読者を増やすことを目標にした。2000年以降は『ダビスタ』ブームに頼った誌面レイアウトから脱却し、より競馬専門誌としての記事の充実に力を入れることになった。

## 連載コーナー
春と秋のG1レース終了後、春分は8～9月号、秋は年明けの2～3月号辺りにG1レース総括の企画も掲載され、2000年代にはマイケル・キネーン、2010年代後半には藤田伸二が登場し現役騎手の騎乗に辛いコメントをすることもあった。

### 長期連載
- 金満血統王国 - 競馬予想理論を扱い、国内担当の王様部屋、海外担当の長老部屋のほか、不定期で広義で競馬サークル内の人物に対するインタビューを担当する迎賓館のコーナーもあった
- うままんが日記 - 荒川耕の漫画、荒川が闘病の末に死去し連載終了
- ますざぶ - 笑えるネタをメインにした読者投稿ページ、いったん終了後、復活。
- まねき馬倶楽部

- 内田利雄のさすらいジョッキー

### 休刊直前の中長期連載
- 田辺裕信騎手の「一鞍専心」
- 元JRA騎手佐藤哲三の騎乗の競馬論
- JRA調教師池江泰寿のやっぱり競馬は難しい だから競馬は面白い
- 競馬本 温故知新